# Mushishi (filme)
Mushishi (bra Mushishi) é um filme japonês de 2006, do gênero fantasia, dirigido por Katsuhiro Otomo, baseado no mangá Mushishi, de Yuki Urushibara.

## Elenco
- Joe Odagiri - Ginko
- Nao Omori - Nijirou
- Yuu Aoi - Tanyu
- Lily - Dona da estalagem
- Makiko Kuno - Mãe de Maho
- Reia Moriyama - Maho
- Hideyuki Inada - Yoki